# Anton Vratuša
Anton Vratuša (21. února 1915 Doljni Slaveči – 30. července 2017 Lublaň) byl slovinský politik a diplomat, v letech 1967–1969 jugoslávský velvyslanec při OSN a mezi roky 1978–1980 slovinský premiér v rámci Jugoslávie.

## Životopis
Vratuša se narodil v Doljni Slaveči nedaleko Murské Soboty. Za druhé světové války byl zapojen do národněosvobozeneckého boje. Byl Italy zatčen a v období od února 1942 do září 1943 vězněn v Gonarsu, Trevisu, Padově a Rabu. Po osvobození tábora v Rabu partyzány se Vratuša stal zástupcem velitele praporu složeného z bývalých vězňů tábora. Byl vedoucím jugoslávské delegace na italském Výboru národního osvobození (Comitato di Liberazione Nazionale).
Po válce se Vratuša věnoval akademické a diplomatické kariéře. V letech 1953 až 1965 byl vedoucím kabinetu Edvarda Kardelje, od října 1966 do června 1967 byl komisařem OSN v Jihozápadní Africe (současná Namibie) a poté – v letech 1967 až 1969 – byl jugoslávským velvyslancem při OSN.
Od dubna 1978 do července 1980 byl Vratuša předsedou výkonného výboru (vlády) Socialistické republiky Slovinsko.
Stal se autorem několika publikací.